# Ottavio Michelini
Ottavio Michelini (ur. 14 sierpnia 1906, w Mirandoli, zm. 15 października 1979 w Mantui) – włoski kapłan katolicki i mistyk chrześcijański. Autor dzieła Orędzia Pana Jezusa Chrystusa do kapłanów.

## Życiorys
Urodził się w miejscowości Mirandola (Prowincja Modena), we Włoszech, jako dziewiąte spośród dziesięciorga dzieci państwa Antenore Michelini i Marii Teresy Malagodi.
W dniu 12 marca 1932 otrzymał święcenia kapłańskie. W latach kapłańskiej posługi w diecezjach Modeny i Capri był ceniony przez swoich przełożonych dzięki gorliwości kapłańskiej i lojalnej postawie wobec Kościoła. Służąc w diecezji Capri był kapelanem Stowarzyszenia Pomocy dla Upośledzonych.
W roku 1936 przygotował w swojej diecezji dwa Kongresy Eucharystyczne, zyskując sobie tym wielki rozgłos. Był zapraszany na prelekcje przez licznych biskupów. Stał się znany na całym świecie.
15 maja 1967 został odznaczony przez papieża Pawła VI, a 1 sierpnia 1970 otrzymał tytuł kanonika. W latach 70. stał się również współzałożycielem dzieła ks. Stefano Gobbi – powstającego w tym czasie Maryjnego Ruchu Kapłanów.
Ottavio Michelini twierdził, że w latach 1975–1979 otrzymał serię objawień od Pana Jezusa oraz Matki Bożej. Swoje wizje opublikował w czterech tomach pod wspólnym tytułem: „Confidenze di Gesu a un Sacerdote" (Orędzia Pana Jezusa Chrystusa do kapłanów). Stanowią one realistyczne wizje historii świata, zawierają informacje o sytuacji w całym Kościele, o istnieniu dramatycznej opozycji wewnątrz Kościoła, o sekularyzacji, o konieczności nasilenia modlitw o powołania, jak również o alarmującej dekadencji pośród kleru. Pan Jezus podał diagnozy i środki zaradcze, zapowiadał również nadchodzące oczyszczenie.
Don Ottavio Michelini zmarł w opinii świętości w 1979 w Mantova i pochowany jest w Mirandola.